# Nate Grimes
Nate Grimes (Las Vegas, 1 mei 1996) is een Amerikaans basketballer.

## Carrière
Grimes speelde collegebasketbal voor de Fresno State Bulldogs van 2016 tot 2020. In 2020 tekende hij een contract bij het Finse Kobrat. In 2021 ging hij aan de slag bij het Belgische Kangoeroes Mechelen, hij geraakte uit de ploeg en wilde weg en maakte het seizoen uit bij het Duitse BG Göttingen. In 2022 tekende hij in Israël bij Hapoel Eilat. In februari 2023 tekende hij voor het Kosovaarse KB Prishtina waar hij de rest van het seizoen speelde. In de zomer van 2023 tekende hij voor het Japanse Iwate Big Bulls. Begin januari 2024 tekende hij opnieuw in de Kosovaarse competitie ditmaal voor KB Ylli.
Voor het seizoen 2024/25 tekende hij bij de Italiaanse tweedeklasser UCC Piacenza Basket. Hij verliet de club in januari 2025. Hij speelde vanaf maart 2025 voor de Borneo Hornbills uit Indonesië.